# Liber Antiquitatum Biblicarum
Der Liber Antiquitatum Biblicarum (abgekürzt: LAB; weitere Bezeichnungen: Buch der biblischen Altertümer, auch Pseudo-Philo – weil früher fälschlich Philo von Alexandrien zugeschrieben) ist eine nur in lateinischer Sprache erhaltene antik-jüdische Schrift vom Typ der Bibelnacherzählung.

## Inhalt
Der Liber Antiquitatum Biblicarum ist eine auslegende Nacherzählung der Bibel von Adam bis zum Tode Sauls. Der Schwerpunkt der Erzählungen liegt dabei auf der Zeit der Richter, die Gesetzescorpora im Pentateuch werden nahezu übergangen. Mit dem Ende Sauls bricht das Werk unvermittelt ab. Ob dieser Schluss auf unvollständige Überlieferung zurückgeht, das Werk unvollendet blieb oder tatsächlich ein solches Ende beabsichtigt war (vielleicht ein Verweis auf den Messias, man erwartete ja die Fortsetzung der Erzählung mit David), ist umstritten. Daneben gibt es aber auch Bezüge auf andere biblische Bücher wie Jesaja, Jeremia oder die Psalmen. Viele Erzählungen und Legenden gehen über das aus den biblischen Schriften Bekannte hinaus und erscheinen hier erstmals in der jüdischen Literatur – die Gefährdung Abrahams im Feuerofen, der sonst unbekannte biblische Richter Kenez etc., wenngleich es Berührungen mit anderen jüdischen Schriften gibt.

## Sprache und Verfasser
Obwohl das Werk nur lateinisch überliefert wurde, scheint es eine griechische oder – aufgrund zahlreicher Semitismen – hebräische Vorlage gehabt zu haben. Die biblische Vorlage ist nicht die Septuaginta, sondern ein hebräischer Text, der offenbar aber von der massoretischen Tradition abweicht.
Der Liber Antiquitatum Biblicarum wurde lange Zeit unter die Werke Philos von Alexandrien gerechnet, der aber u. a. aufgrund seiner andersartigen Methodik der Bibelauslegung als Verfasser nicht in Frage kommt. Daher wird der Verfasser üblicherweise mit Pseudo-Philo bezeichnet.

## Ort und Zeit der Abfassung
Es ist unbekannt, wann und wo das Werk verfasst wurde. Sprachliche Hinweise sprechen jedoch für eine Abfassung im Land Israel, möglicherweise in Galiläa. Die zeitliche Einordnung ist abhängig von der Frage, inwieweit Hinweise auf die Zerstörung des Tempels im Buch vermutet bzw. gefunden werden. Die zeitliche Ansetzung schwankt zwischen dem 1. vorchristlichen Jahrhundert und der Mitte des 2. Jahrhunderts n. Chr.